# Sara Katharina de Bronovo
Sara Katharina de Bronovo (Róterdam, 17 de febrero de 1817 – La Haya, 18 de junio de 1887) fue una enfermera, profesora de enfermería y fundadora y primera directora del Hospital de Diaconisas (Haagsche Diaconesseninrichting y posteriormente Bronovoziekenhuis) de La Haya.

## Juventud
De Bronovo creció en Hellevoetsluis. Tenía un hermano pequeño y un hermanastro mayor. Su padre, Jean Jacques von Broun de Bronovo, era un oficial de marina, y su madre era Elisabeth Bedloo. 

## Réveil y Diaconisas
Después de la muerte de su padre en 1861, la familia se mudó a La Haya, donde se involucraron en la Asociación para la Mejora Moral de los Presos que salieron del movimiento Révival. Se familiarizaron entonces con las diaconisas, y Sara Katharina entró en contacto con Johan Hilvanado, un holandés de la división de la Cruz Roja. Bronovo tomó entonces la determinación de abrir un hospital de enfermería.

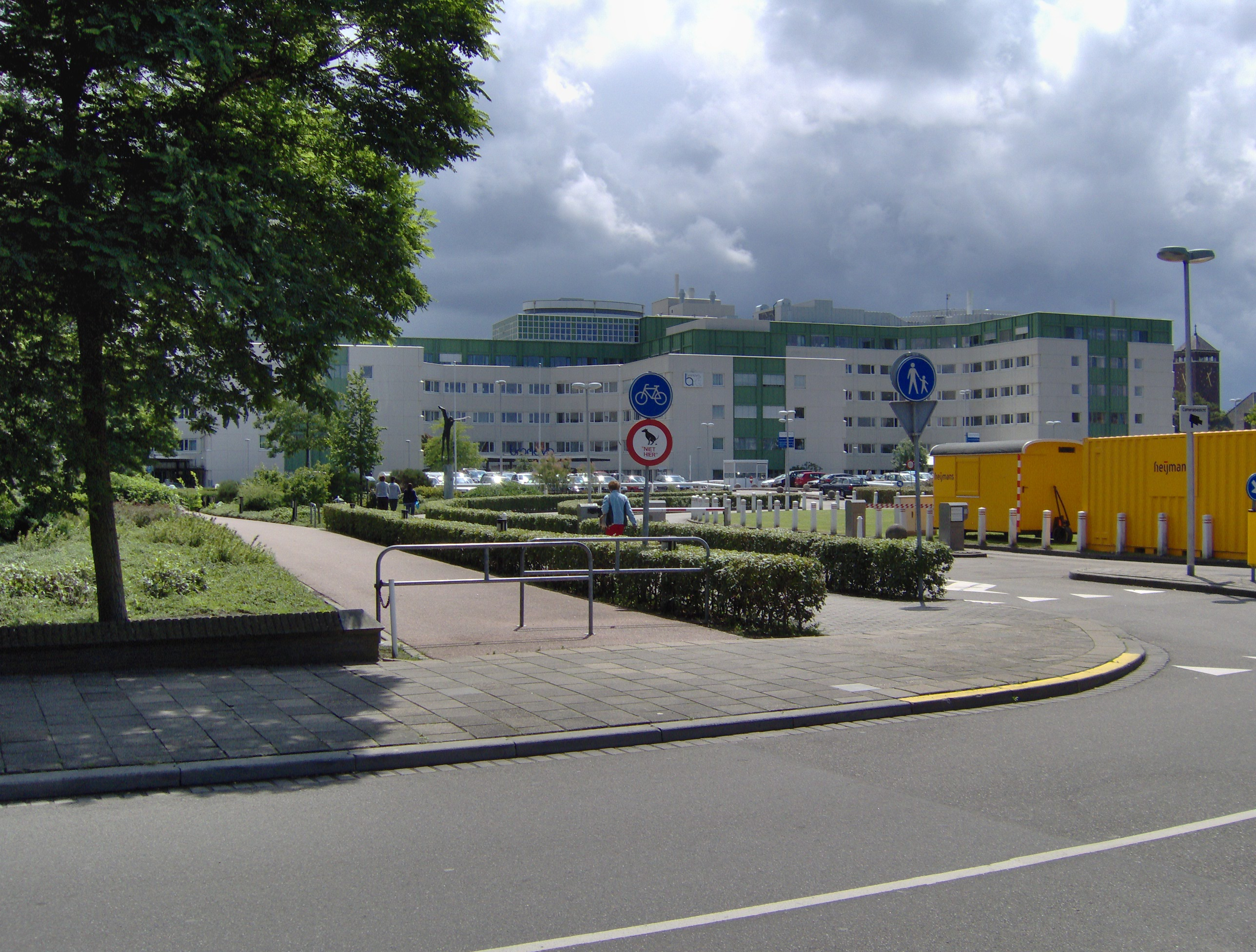
El Hospital Bronovoziekinhius.

## Hospital
El Opleidingshuis (Hospital de Enfermería) se abrió el 4 de febrero de 1865. Un año antes Bronovo realizó un viaje en el verano de 1864 por varios hospitales en los Países Bajos, Alemania y Suiza para obtener algunas ideas de cómo se podría organizar. Debido a que la ciudad de La Haya ya tenía dos hospitales, ella había optado por una institución de formación en un barrio. Bronovo fue vicepresidenta y directora del hospital. Se hizo cargo de la gestión, la recaudación de fondos y la enseñanza incluyendo la formación espiritual y la atención. En 1872 el instituto se expandió y fue un verdadero hospital de diaconisas, las cuales componían el consejo de administración.  Hasta su muerte a la edad de setenta años ella siguió siendo la directora de la institución. En 1972 el hospital se fusionó con el Neboziekenhuis y se convirtió en un hospital general. Este hospital recibió su nombre en su honor, Bronovoziekenhius. El hospital es conocido por su asociación con la familia real holandesa, y hay salas del hospital que reciben su nombre de los miembros de la familia real que han nacido allí.